# 张潮夫
张潮夫（1910年—2005年），中国人民解放军将领、中国人民解放军开国少将。
曾任中国人民解放军福建军区后勤部副政委。1955年，授予中国人民解放军少将。